# Mai Zetterling-stipendiet
Mai Zetterling-stipendiet är ett filmstipendium instiftat av Konstnärsnämnden 2006 till minne av filmregissören Mai Zetterling (1925-1994). Stipendiet, som är ett av Sveriges största filmpriser - 200 000 kr, delas ut varje år vid invigningen av Göteborgs filmfestival. År 2013 delades priset ut vid Tempo dokumentärfestival i Stockholm.
Stipendiet ges till ”en filmregissör med hög konstnärlig kvalitet som vidgar gränserna för kort- eller dokumentärfilm”. Det kan alltså inte tilldelas en regissör av lång spelfilm. Stipendiet fördelas utan ansökan av arbetsgruppen för teater-, dans- och filmkonstnärer hos Konstnärsnämnden. 

## Stipendiater
- 2006 – Lena Einhorn, filmregissör
- 2007 – Ola Simonsson och Johannes Stjärne Nilsson, filmregissörer
- 2008 – ingen stipendiat utsedd
- 2009 – Nahid Persson Sarvestani, dokumentärfilmare
- 2010 – Karin Westerlund, filmregissör
- 2011 – Hanna Heilborn och David Aronowitsch, dokumentärfilmare
- 2012 – Erik Gandini, dokumentärfilmare
- 2013 – Mia Engberg, dokumentärfilmare
- 2014 – Ester Martin Bergsmark, filmregissör
- 2015 – Måns Månsson, filmregissör
- 2016 – Linda Västrik, dokumentärfilmare
- 2017 – Ahang Bashi, dokumentärfilmare
- 2018 – Jonas Odell, animatör
- 2019 – Marcus Lindeen, filmregissör
- 2020 – Niki Lindroth von Bahr, animatör [1]
- 2021 – Ellen Fiske, dokumentärfilmare
- 2022 – Patrik Eklund, filmregissör
- 2023 – Mårten Nilsson, filmregissör
- 2024 – Jenifer Malmqvist, filmregissör[2]
- 2025 – Annika & Jessica Karlsson, dokumentärfilmare[3]